# Cable Guy – Die Nervensäge
Cable Guy – Die Nervensäge ist eine US-amerikanische Schwarze Komödie aus dem Jahr 1996.

## Handlung
Der Architekt Steven wird von seiner Freundin Robin vor die Tür gesetzt. Als er sich gerade in seiner neuen Wohnung einrichtet, streikt der Fernseher. Aus diesem Grund ruft er den Kabelmann (Cable Guy) Chip Douglas. Der repariert den Anschluss und drängt Steven mit einer Stalking-Verhaltensweise in eine affektierte Freundschaft. Er nimmt Steven zu einer „Spritztour auf die Datenautobahn“ mit, indem er mit ihm nachts eine große Parabolantenne aufsucht, und schwärmt vom Fernsehen, vor dem ihn seine Mutter aus Zeitmangel hat aufwachsen lassen. Nach einem von Chip leidenschaftlich geführten Ritterkampf miteinander im Mittelalterrestaurant Medieval Times findet Steven in seiner Wohnung einen Großbildfernseher, eine Karaokemaschine und ein „Supersoundsystem“ vor, die Chip insgeheim als Geschenke für seine Freundschaft aufgestellt hat. Steven lehnt die Geschenke ab, Chip möchte jedoch vor einer Rücknahme noch eine Party für seine Kunden veranstalten, der Steven zustimmt. Auf der Party weist ihn Chip auf eine allein erschienene junge Frau hin, mit der Steven Sex hat. Am nächsten Morgen erzählt Chip, dass es eine Prostituierte war, die er bezahlt hat, damit sich Steven wieder selbstsicher fühle. Steven wirft Chip hinaus, der daraufhin in Robins Leben eingreift und sie dazu bringt, wieder mit Steven zusammenkommen zu wollen.
Der stalkende, besitzergreifende Chip erwartet nun Dank und Wiederaufnahme der Freundschaft von Steven, doch der sagt ihm, dass in seinem Leben kein Platz für ihn sei: Er will nicht sein Freund sein. Chip ist am Boden zerstört.
Während eines Meetings in seiner Firma wird Steven von der Polizei wegen Annahme von Diebesgut (der von Chip aufgestellten Waren) verhaftet. Er erfährt, dass es einen Cable Guy namens Chip Douglas gar nicht gibt. Nach einem Wochenende im Gefängnis, in dem ihn Chip als vorgeblicher Anwalt besucht, wird er auf Kaution entlassen. Chip freundet sich mit Robin an und ist deshalb auch zugegen, als Steven mit ihr seine Eltern besucht. Diese und weitere Gäste sind von Chip angetan und Steven stellt sich bloß, als er ihn beschimpft und ihm einen Faustschlag verpasst. Am nächsten Tag wird Steven entlassen, als Chip eine Videoaufnahme auf allen Firmencomputern lanciert, in der Steven sich negativ über seinen Boss äußert und ihn etwa mit Harpo Marx von den Marx Brothers vergleicht. Als Steven bald darauf von einem ihrer Nachbarn erfährt, dass Chip Robin zu einer „Spritztour auf die Datenautobahn“ mitgenommen hat, kommt es an der großen Parabolantenne erneut zu einer Auseinandersetzung der beiden Männer. Chip gibt dem Fernsehen, seinem „Babysitter“, die Schuld an seinen Problemen und stürzt sich vom Sendeturm in die Parabolantenne, womit er die Ausstrahlung der Fernsehprogramme unterbricht, aber so glücklich fällt, dass er überlebt. Steven und Chip verabschieden sich freundschaftlich in Anwesenheit von Polizei und Rettungshubschrauber. Danach küssen sich Steven und Robin, die sich während des Ausflugs mit Chip zunehmend unwohl fühlte.
Als ein Sanitäter im Hubschrauber Chip mit „Kumpel“ anspricht, fragt er ihn: „Bin ich wirklich dein Kumpel?“ Der antwortet mit: „Ja, ist doch klar!“ Mit einem breiten Grinsen auf Chips Gesicht endet der Film.

## Kritik
„Die erste ‚ernste‘ Rolle für Jim Carrey zeigt seine skurrile Komik in neuem Licht, als Zerrbild des heutigen Medien-Konsumenten, der zwischen Schein und Wirklichkeit nicht mehr unterscheidet und sein Verhalten nach dem Muster von Szenen aus Filmen und Serien richtet. Eine gewitzte Reflexion über die Bewußtseinsinhalte der Menschen, die mit Fernsehen aufgewachsen sind.“

## Auszeichnungen
- 1997 – Kids’ Choice Award für Jim Carrey als Bester Darsteller
- 1997 – MTV Movie Award für Jim Carrey als Bester Bösewicht und für die Beste komödiantische Darstellung

## Trivia
- Jim Carrey singt während der Karaoke-Party den Song Somebody to Love von Jefferson Airplane.
- Ben Stiller, der bei diesem Film Regie führte, stellte in einigen Szenen Sam Sweet dar, der seinen Bruder Stan Sweet (ebenfalls Stiller) umgebracht hat.
- Jim Carrey bekam für Cable Guy als einer der ersten Komiker überhaupt eine 20-Millionen-Dollar-Gage.
- In der Szene, in der Steven nach seiner Entlassung einen Karton mit seinen Bürosachen durch eine dunkle Tiefgarage trägt und die Alarmanlagen sämtlicher Autos losgehen, hört man die Stimme von Cable Guy Chip Douglas den Satz raunen: „Wenn du es baust, kommt er zurück.“ Dabei handelt es sich um ein Zitat aus dem Spielfilm Feld der Träume mit Hauptdarsteller Kevin Costner von 1989. Im Original bezieht sich dieser Satz, der im Film Feld der Träume von einer geisterhaften körperlosen Stimme gesprochen wird, auf den Bau eines Baseballstadions. In der Einstellung davor im Büro von Steven erklingt der Song More Human than Human der Alternative-Rockband White Zombie.
- Als Chip in einem Rückblick als Kind vor dem Fernseher sitzt, ist für ein paar Sekunden der Film Sadistico zu sehen, der von einer weiblichen Stalkerin handelt.
- In der Szene, in der Cable Guy Chip Douglas in der Küche von Steven Eier mit Schinken brät, schaut er sich auf einem kleinen Fernsehgerät eine Episode der Zeichentrickserie Ren und Stimpy an.

## Synchronisation
Die deutschsprachige Synchronisation entstand bei der RC Production Rasema Cibic in Berlin nach einem Dialogbuch von Frank Schaff, der auch die Dialogregie übernahm.
| Rollen                   | Schauspieler       | Synchronsprecher      |
| Cable Guy / Chip Douglas | Jim Carrey         | Stefan Fredrich       |
| Steven M. Kovacs         | Matthew Broderick  | Uwe Büschken          |
| Robin Harris             | Leslie Mann        | Petra-Maria Popp      |
| Rick                     | Jack Black         | Michael Iwannek       |
| Stevens Vater            | George Segal       | Hans-Werner Bussinger |
| Stevens Mutter           | Diane Baker        | Marianne Lutz         |
| Sam Sweet / Stan Sweet   | Ben Stiller        |                       |
| Eric Roberts             | Eric Roberts       | Charles Rettinghaus   |
| Kellnerin                | Janeane Garofalo   | Viola Morlinhaus      |
| König im Medieval Times  | Andy Dick          | Michael Walke         |
| Stevens Boss             | Harry O’Reilly     | Detlef Bierstedt      |
| Robins Date              | Owen Wilson        | Nicolas Böll          |
| Heather                  | Misa Koprova       | Cathrin Vaessen       |
| Zellengenosse            | Lydell M. Cheshier | Tilo Schmitz          |